# HD 111032
HD 111032，又名CD-32 8912，SAO 203797、HR 4850，是一颗恒星，视星等为5.86，位于銀經301.81，銀緯29.55，其B1900.0坐标为赤經12h 41m 22.1s，赤緯-32° 29.55′ 5″。